# 2019冠状病毒病江西省疫情
| 地区                                                       | 现存确诊 | 累计确诊 | 死亡 | 治愈 |
| 江西省                                                     | 14       | 957      | 1    | 943  |
| ---------------------------------------------------------- | -------- | -------- | ---- | ---- |
| 南昌市                                                     | 0        | 231      | 0    | 231  |
| 境外输入                                                   | 0        | 6        | 0    | 6    |
| 新余市                                                     | 0        | 130      | 0    | 130  |
| 上饶市                                                     | 14       | 143      | 0    | 129  |
| 九江市                                                     | 0        | 118      | 0    | 118  |
| 宜春市                                                     | 0        | 106      | 0    | 106  |
| 赣州市                                                     | 0        | 76       | 1    | 75   |
| 抚州市                                                     | 0        | 72       | 0    | 72   |
| 萍乡市                                                     | 0        | 33       | 0    | 33   |
| 吉安市                                                     | 0        | 22       | 0    | 22   |
| 鹰潭市                                                     | 0        | 18       | 0    | 18   |
| 景德镇市                                                   | 0        | 6        | 0    | 6    |
| 赣江新区                                                   | 0        | 1        | 0    | 1    |
| 截至2021年11月12日（確診個案數據包含已痊癒病例和死亡病例） |          |          |      |      |

2019冠状病毒病江西省疫情，介绍2019冠状病毒病疫情中，在中华人民共和国江西省发生的情况。截至2021年11月12日24时，江西省累计报告本地确诊病例950例，累计出院病例936例，累计死亡病例1例。累计报告境外输入确诊病例及关联病例7例，累计出院病例7例。

## 时间轴

### 2020年1月
2019年12月20日，罗某某赴武汉市进货。2020年1月2日陈某某返回老家萍鄉市湘东区，曾到武汉市从事活禽交易工作。1月9日罗某某返回老家撫州市东乡区。1月10日，双方因发热、咳嗽等症状入院隔离治疗。1月21日，双方经国家卫生健康委疫情领导小组下设的诊断组专家确认为江西省新型冠状病毒感染的肺炎确诊病例2例。
1月23日，江西省通报新增确诊病例1例，属重症病例，亦为南昌市报告首例确诊病例。
1月24日，江西省通报新增确诊病例4例，其中南昌市1例、吉安市1例、九江市1例、新余市1例。
1月25日，江西省通报新增确诊病例11例，其中抚州市3例、赣州市2例、上饶市2例、南昌市1例、九江市1例、景德镇市1例、宜春市1例；景德镇市、赣州市、宜春市、上饶市为首次确诊病例。
1月26日，江西省通报新增确诊病例18例（含重症病例2例），其中赣州市5例、宜春市4例、上饶市4例、抚州市2例、南昌市1例、萍乡市1例、吉安市1例。
1月27日，江西省通报新增确诊病例12例，其中南昌市4例、九江市2例、新余市2例、宜春市1例、吉安市1例、抚州市1例、景德镇1例。同日，南昌大学第一附属医院接诊的一例新型冠状病毒感染肺炎患者正式出院。
1月28日，江西省通报新增确诊病例24例，治愈出院病例2例。新增确诊病例中，南昌市9例、九江市5例、宜春市4例、赣州市3例、鹰潭市1例、上饶市1例、抚州市1例，鹰潭市为报告首例确诊病例。出院病例中，吉安市1例，萍乡市1例。
1月29日，江西省通报新增确诊病例37例，治愈出院病例1例。新增确诊病例中，南昌市8例、新余市8例、九江市7例、赣州市6例、宜春市4例、上饶市2例、吉安市1例、抚州市1例。新增出院病例为新余市1例。當日，上饒市政協副主席黃統征被證實高度疑似感染新型冠状病毒肺炎。
1月30日，江西省报告新型冠状病毒感染的肺炎新增确诊病例53例。新增确诊病例中，南昌市21例、九江市15例、赣州市5例、抚州市4例、萍乡市3例、鹰潭市2例、上饶市2例、吉安市1例。
1月31日，江西省报告新型冠状病毒感染的肺炎新增确诊病例78例，新增出院病例4例。新增确诊病例中，南昌市21例、新余市17例、宜春市12例、九江市11例、赣州市6例、萍乡市3例、吉安市3例、抚州市2例、景德镇市1例、鹰潭市1例、上饶市1例。新增出院病例中，南昌市1例、景德镇市1例、新余市1例、上饶市1例。
同日下午，江西省在記者會上表示由於新余第四醫院一黃姓職工1月23日確診感染，與他有接觸的部分醫護人員亦出現症狀，新余1月31日突增17例中有15例與黃有關，故決定暫時關閉新余第四醫院。

### 2020年2月
2月1日，江西省报告新型冠状病毒感染的肺炎新增确诊病例47例，新增出院病例2例。新增确诊病例中，南昌市16例、新余市12例、上饶市4例、赣州市3例、吉安市3例、宜春市3例、抚州市3例、九江市2例、萍乡市1例。新增出院病例中，赣州市1例、宜春市1例。
2月2日，江西省报告新型冠状病毒感染的肺炎新增确诊病例47例，新增出院病例1例。新增确诊病例中，九江市12例、南昌市6例、萍乡市6例、抚州市6例、鹰潭市4例、赣州市4例、新余市3例、上饶市3例、宜春市2例、吉安市1例。新增治愈出院病例为新余市1例。
2月3日，江西省报告新型冠状病毒感染的肺炎新增确诊病例59例，新增治愈出院病例8例。新增确诊病例中，南昌市14例、上饶市13例、九江市9例、新余市7例、宜春市5例、抚州市5例、萍乡市3例、赣州市2例、吉安市1例。新增治愈出院病例中，南昌市3例、上饶市3例、九江市2例。
2月4日，江西省报告新型冠状病毒感染的肺炎新增确诊病例85例，新增治愈出院病例1例。新增确诊病例中，南昌市18例、上饶市18例、九江市14例、新余市9例、宜春市9例、赣州市7例、抚州市5例、萍乡市2例、吉安市2例、景德镇市1例。新增治愈出院病例为宜春市1例。
2月5日，江西省报告新型冠状病毒感染的肺炎新增确诊病例72例，新增治愈出院病例8例。新增确诊病例中，上饶市19例、南昌市13例、新余市10例、抚州市10例、九江市8例、赣州市6例、宜春市3例、萍乡市2例、鹰潭市1例。新增治愈出院病例中，南昌市3例、宜春市2例、新余市1例、上饶市1例、抚州市1例。
2月6日，江西省报告新型冠状病毒感染的肺炎新增确诊病例52例，新增治愈出院病例10例。新增确诊病例中，南昌市15例、新余市9例、上饶市9例、九江市6例、宜春市6例、赣州市4例、抚州市2例、萍乡市1例。新增治愈出院病例中，抚州市4例、南昌市3例、九江市1例、新余市1例、赣州市1例。
2月7日，江西省报告新型冠状病毒感染的肺炎新增确诊病例61例，新增治愈出院病例8例。新增确诊病例中，南昌市13例、抚州市10例、新余市9例、宜春市8例、上饶市8例、赣州市7例、九江市3例、萍乡市1例、鹰潭市1例、吉安市1例。新增治愈出院病例中，南昌市4例、抚州市2例、九江市1例、宜春市1例。
2月8日，江西省报告新型冠状病毒感染的肺炎新增确诊病例37例，新增治愈出院病例10例。新增确诊病例中，新余市8例、南昌市6例、上饶市6例、赣州市5例、宜春市5例、抚州市3例、九江市2例、鹰潭市1例、吉安市1例。新增治愈出院病例中，南昌市6例、新余市3例、宜春市1例。
2月9日，江西省报告新型冠状病毒肺炎新增确诊病例42例，新增治愈出院病例17例。新增确诊病例中，南昌市11例、宜春市7例、上饶市6例、新余市5例、赣州市5例、抚州市4例、九江市3例、景德镇市1例。新增治愈出院病例中，南昌市7例、新余市5例、九江市2例、上饶市2例、鹰潭市1例。
2月10日，江西省报告新型冠状病毒肺炎新增确诊病例32例，新增死亡病例1例，新增治愈出院病例30例。新增确诊病例中，南昌市11例、新余市5例、上饶市5例、宜春市4例、赣州市2例、九江市1例、萍乡市1例、鹰潭市1例、吉安市1例、抚州市1例。新增治愈出院病例中，南昌市8例、新余市5例、上饶市5例、赣州市4例、宜春市4例、抚州市2例、九江市1例、吉安市1例。新增死亡病例为赣州市1例（林某某，女，79岁）。

### 2020年3月
3月11日，江西省在院确诊病例全部清零，无新增2019冠状病毒病确诊病例、无疑似病例、无住院确诊病例。
从3月21日9时起，江西所有社区（小区、村组）取消封闭式管控、取消限制人员进出措施。
3月21日，江西省南昌市报告首例境外输入新型冠状病毒肺炎确诊病例。患者为南昌籍在美就读大学生，3月19日乘坐CA982次航班从美国纽约出发，3月20日抵达北京首都国际机场后，直接乘坐CA1577次航班中转，于当日15时抵达昌北国际机场，无发热咳嗽等不适症状，按入境入赣人员管理规定，专车转运至集中隔离点医学观察。3月21日凌晨，该患者出现发热症状，即转入定点医院排查。3月21日晚，经专家组诊断为2019冠状病毒病确诊病例。
3月26日，江西省暂停所有出入境的国际客运航班。

### 2020年8月
8月19日0-24时，江西省新增境外输入新型冠状病毒肺炎确诊病例3例，均为孟加拉国籍。

### 2021年3月
3月20日0-24时，江西省新增1例境外输入新型冠状病毒肺炎确诊病例报告。新增境外输入确诊病例为中国籍，在津巴布韦工作。3月1日由南京入境，3月15日解除集中隔离后返回江西。3月16日核酸检测阳性，转入定点医院排查，经专家组诊断为新冠病毒无症状感染者。3月20日出现相关症状，经专家组诊断为新冠肺炎确诊病例（普通型）。
3月25日，江西省南昌市红谷滩区新增1例无症状感染者，系3月20日江西通报的境外输入确诊病例的密切接触者。翌日，该无症状感染者转为确诊。

### 2021年10月
10月30日，上饶市铅山县葛仙山镇发现一名新冠病毒核酸检测阳性人员，之后通报被确诊。同日，一名自铅山县返回九江市柴桑区人员核酸检测阳性。
10月31日0-18时，江西省报告新增本地确诊病例关联病例1例，新增无症状感染者4例。

### 2021年11月
11月1日，铅山县2例无症状感染者（王某、李某）转为确诊病例（临床分型均为普通型）。
11月2日，江西省报告新增本地确诊病例2例（临床分型均为轻型），新增无症状感染者7例，均在集中隔离点例行核酸检测中发现。
11月3日，江西省无新增本地确诊病例报告，新增无症状感染者5例，均为集中隔离或居家隔离管控期间主动排查发现。
11月4日0-24时，江西省报告新增本地确诊病例2例(临床分型均为轻型)，新增无症状感染者3例。
11月5日，江西省报告新增本地确诊病例1例（临床分型为轻型），新增无症状感染者1例，均为集中隔离期间主动排查发现。
11月6日，江西省报告新增本地确诊病例1例（临床分型为普通型），新增无症状感染者4例。
11月7日，江西省报告新增本地确诊病例1例（临床分型为普通型,在上饶市信州区），新增无症状感染者6例（其中上饶市铅山县1例，信州区5例）。
11月8日，江西省报告新增本地确诊病例3例（临床分型为普通型，上饶市铅山县2例，广信区1例），新增无症状感染者6例（其中上饶市铅山县3例，信州区3例）。
11月9日，江西省报告新增本地确诊病例2例（上饶市信州区1例轻型，广信区1例普通型），新增无症状感染者1例（在上饶市信州区）。
11月10日，江西省无新增本地确诊病例报告，新增无症状感染者2例（均在上饶市信州区）。
11月11日，江西省报告新增本地确诊病例1例（临床分型为普通型，在上饶市信州区），新增无症状感染者1例（在上饶市信州区）。
11月12日，江西省报告新增本地确诊病例3例（临床分型均为普通型，上饶市信州区2例，铅山县1例），新增无症状感染者13例（上饶市信州区12例，铅山县1例），在集中隔离点或封控区域筛查发现。
11月13日，江西省报告新增本地确诊病例2例（临床分型为普通型，在上饶市信州区），新增无症状感染者7例（上饶市信州区6例，铅山县1例），均从集中隔离点中发现。
11月14日，江西省新增无症状感染者2例（在上饶市信州区），均从集中隔离点中发现。

### 2022年1月
1月26日，江西省新增1例外省病例关联无症状感染者（在上饶市）。

### 2022年3月
3月13日，江西省新增外省输入无症状感染者4例（南昌市2例，上饶市1例，赣州市1例）。
3月14日，江西省新增外省输入无症状感染者1例（在宜春市）。
3月15日，江西省新增省外输入无症状感染者1例（在宜春），省外输入关联无症状感染者2例（南昌市1例，抚州市1例）。
3月16日，江西省新增本土确诊病例1例（在南昌）。
3月17日零时到13时，南昌市新增外省输入关联确诊病例1例，外省输入关联无症状感染者3例。南昌在流调管控人员中初筛阳性13例。当日江西省新增本土确诊病例2例（临床分型轻型，均在南昌），新增本土无症状感染者4例（均在南昌），新增外省输入无症状感染者1例。
3月18日，江西省新增本土无症状感染者36例（其中南昌市35例，宜春市1例）。
3月19日，江西省新增本土确诊病例6例（其中3例为无症状感染者转确诊；南昌市5例，赣州市1例；临床分型轻型3例，普通型3例），新增本土无症状感染者28例（南昌市27例，宜春市1例）。
3月20日，江西省新增本土确诊病例1例（在南昌市，临床分型为普通型），新增本土无症状感染者33例（南昌市30例，宜春市3例）。
3月21日，江西省新增本土确诊病例14例（均在南昌市；1例由无症状感染者转确诊病例；临床分型为普通型1例，轻型13例），新增本土无症状感染者35例（南昌市31例，宜春市3例，上饶市1例）。
3月22日，江西省新增本土确诊病例9例（均在南昌市，包括在封控区、管控区等重点区域筛查中发现4例，在隔离观察的密接人员排查中发现3例，在社区核酸筛查中发现2例），临床分型均为轻型；新增本土无症状感染者49例，其中南昌市48例（包括在封控区、管控区等重点区域筛查中发现23例，在隔离观察的密接人员排查中发现18例，在社区核酸筛查中发现7例）、宜春市1例（在隔离观察的密接人员排查中发现）。从当日起至25日，南昌开展突发新冠肺炎疫情社会面“清零行动”。全市主城区严格限制人员流动，暂停一切聚集性活动；与居民生活密切相关的商超、便利店、面包房、农贸市场、医疗机构、银行、办事大厅在严格执行疫情防控要求情况下正常营业，其他非生活必需场所一律暂时关闭；学校实施封闭管理，实行线上教学；各级行政机关、企事业单位除承担防疫和社会保障任务的工作人员外，全部转为居家办公或就地转为社区志愿者。
3月23日，江西省新增本土确诊病例12例，其中南昌市11例（包括由无症状感染者转为确诊病例1例，在封控区、管控区等重点区域筛查中发现2例，在隔离观察的密接人员排查中发现8例），临床分型轻型8例、普通型3例；九江市1例（在重点人群应检尽检筛查中发现），临床分型为轻型；新增本土无症状感染者87例，其中南昌市82例（包括在封控区、管控区等重点区域筛查中发现39例，在隔离观察的密接人员排查中发现31例，在社区核酸筛查中发现12例）、宜春市3例（在隔离观察的密接人员排查中发现）、九江市2例（在密接人员排查中发现）。
3月24日，江西省新增本土确诊病例8例，其中南昌市5例（在封控区、管控区等重点区域筛查中发现3例，在隔离观察的密接人员排查中发现1例，在社区核酸筛查中发现1例），临床分型均为轻型；九江市3例（在隔离观察的密接人员中发现），临床分型均为轻型；新增由无症状感染者转为确诊病例15例（均在南昌市；临床分型轻型13例，普通型2例）。新增本土无症状感染者61例，其中南昌市56例（包括在封控区、管控区等重点区域筛查中发现19例，在隔离观察的密接人员排查中发现35例，在社区核酸筛查中发现2例）、宜春市3例（在隔离观察的密接人员排查中发现）、九江市1例（在隔离观察的密接人员排查中发现）、上饶市1例（在隔离观察的密接人员排查中发现）。
3月25日，江西省新增本土确诊病例3例，均在南昌市（包括在封控区、管控区等重点区域筛查中发现2例，省外输入1例），临床分型均为轻型；江西省新增本土无症状感染者25例，其中南昌市17例（包括在封控区、管控区等重点区域筛查中发现11例，在隔离观察的密接人员中发现6例）、宜春市3例（均在隔离观察的密接人员中发现）、赣州市3例（均为省外输入）、九江市1例（在隔离观察的密接人员中发现）、抚州市1例（在密接人员排查中发现）。
3月26日，江西省新增本土确诊病例2例，均在南昌市（包括由无症状感染者转为确诊病例1例，在封控区、管控区等重点区域筛查中发现1例），临床分型均为轻型；新增本土无症状感染者11例，其中南昌市10例（包括在封控区、管控区等重点区域筛查中发现5例，在隔离观察的密接人员中发现5例）、宜春市1例（在隔离观察的密接人员中发现）。
3月27日，江西省新增本土确诊病例1例，在南昌市（在隔离观察的密接人员中发现），临床分型为轻型；新增本土无症状感染者7例，其中南昌市6例（包括在封控区、管控区等重点区域筛查中发现3例，在隔离观察的密接人员中发现3例）、上饶市1例（省外输入）。
3月28日，江西省新增本土确诊病例1例，在南昌市，临床分型为轻型；新增本土无症状感染者5例，均在南昌市（包括省外输入2例，在隔离观察的密接人员中发现2例，在封控区、管控区等重点区域筛查中发现1例）。
3月29日，江西省新增本土确诊病例1例，在南昌市（管控区筛查发现），临床分型为轻型；新增本土无症状感染者9例，均在南昌市（包括省外输入1例，在隔离观察的密接人员中发现3例，在封控区、管控区等重点区域筛查中发现5例）。
3月30日，江西省新增本土确诊病例1例，在南昌市（隔离观察人员中发现），临床分型为轻型；新增本土无症状感染者11例，其中南昌市8例（包括在隔离观察人员中发现1例，在管控区域筛查发现7例）、九江市2例（均在隔离观察人员中发现）、赣州市1例（隔离观察人员中发现）。
3月31日，江西省新增本土确诊病例1例，在南昌市（隔离观察人员中发现），临床分型为轻型；新增本土无症状感染者18例，其中南昌市16例（包括在隔离观察人员中发现1例，在闭环管理场所筛查发现15例）、上饶市2例（均为省外输入）。

### 2022年4月
4月1日，江西省新增本土确诊病例3例，其中南昌市2例（隔离观察人员中发现1例，管控区域筛查发现1例）、上饶市1例，临床分型均为轻型；新增本土无症状感染者41例，其中南昌市38例（包括省外输入1例，在隔离观察人员中发现8例，在管控区域筛查发现15例，在闭环管理场所筛查发现14例）、吉安市2例（均为省外输入）、抚州市1例（密接人员筛查发现）。
4月2日，江西省新增本土确诊病例2例，其中南昌市1例（隔离观察人员中发现）、吉安市1例（无症状感染者转为确诊病例），临床分型均为轻型；新增无症状感染者38例，其中南昌市29例（包括省外输入6例，在隔离观察人员中发现20例，在管控区域筛查发现3例）、抚州市6例（包括省外输入1例，在隔离观察人员中发现5例）、上饶市3例（均在隔离观察人员中发现）。
4月3日，江西省新增本土确诊病例4例，其中南昌市2例（在管控区域筛查发现，临床分型均为轻型）、抚州市1例（在管控区域筛查发现，临床分型为轻型），上饶市1例（在管控区域筛查发现，临床分型为普通型）；新增无症状感染者39例，其中南昌市33例（包括在隔离观察人员中发现22例，在管控区域筛查发现11例）、抚州市3例（包括在管控区域筛查发现2例，在隔离观察人员中发现1例）、上饶市3例（均在隔离观察人员中发现）。
4月4日，江西省新增本土确诊病例2例，均在南昌市（在隔离观察人员中发现），临床分型均为轻型；新增本土无症状感染者39例，其中南昌市31例（包括在隔离观察人员中发现23例，在管控区域筛查发现8例）、上饶市6例（包括省外输入1例，在隔离观察人员中发现5例）、抚州市2例（均在隔离观察人员中发现）。
4月5日，江西省新增本土确诊病例2例，均在南昌市（在隔离观察人员中发现），临床分型均为轻型；新增本土无症状感染者33例，其中南昌市28例（包括在隔离观察人员中发现20例，在管控区域筛查发现8例）、上饶市5例（均在隔离观察人员中发现）。
4月6日，江西省新增本土确诊病例2例，均在南昌市（在隔离观察人员中发现1例、在管控区域筛查发现1例），临床分型均为轻型；新增境外输入确诊病例1例（入境航班人员闭环管理筛查发现）；新增本土无症状感染者32例，其中南昌市31例（在隔离观察人员中发现22例，在管控区域筛查发现9例）、上饶市1例（在隔离观察人员中发现）。
4月7日，江西省新增本土确诊病例4例，均在南昌市（管控区域筛查发现），临床分型均为轻型；新增本土无症状感染者32例，其中南昌市30例（在隔离观察人员中发现4例，在管控区域筛查发现26例）、上饶市2例（省外输入1例，隔离观察人员中发现1例）；新增境外输入确诊病例1例（入境航班人员闭环管理筛查发现）。
4月8日，江西省新增本土确诊病例2例，均在南昌市（管控区域筛查发现），临床分型均为轻型；新增本土无症状感染者29例，均在南昌市（省外输入1例，在隔离观察人员中发现17例，在管控区域筛查发现11例）。
4月9日，江西省新增本土确诊病例3例，均在南昌市（隔离观察人员中发现1例，管控区域筛查发现2例），临床分型均为轻型；新增本土无症状感染者26例，其中南昌市25例（省外输入1例，在隔离观察人员中发现18例，在管控区域筛查发现6例）、九江市1例（系省外输入）。
4月10日，江西省新增本土确诊病例1例，在南昌市（隔离观察人员中发现），临床分型为轻型；江西省新增境外输入确诊病例1例（入境航班人员闭环管理筛查发现）；新增本土无症状感染者19例，均在南昌市（在隔离观察人员中发现15例，在管控区域筛查发现4例）。
4月11日，江西省新增本土确诊病例2例（均在南昌市），临床分型均为轻型；江西省新增本土无症状感染者18例（其中南昌市17例，赣州市1例）。
4月12日，江西省新增本土确诊病例1例（在南昌市），新增本土无症状感染者16例（均在南昌市）。
4月13日，江西省新增本土确诊病例1例（在南昌市），临床分型为轻型；新增本土无症状感染者20例（其中南昌市19例；上饶市1例，为省外输入）。
4月14日，江西省新增本土确诊病例1例（在南昌市），临床分型为轻型；新增本土无症状感染者18例（其中南昌市17例；宜春市1例，为省外输入）。
4月15日，江西省新增境外输入确诊病例1例（为境外输入无症状感染者转为确诊病例）；新增本土无症状感染者8例（其中南昌市7例；上饶市1例，为省外输入）。
4月16日，江西省新增本土无症状感染者3例（均在南昌市）。
4月17日，江西省新增本土确诊病例10例（均在南昌市），新增本土无症状感染者34例（均在南昌市）。
4月18日，江西省新增本土确诊病例9例（均在南昌市；临床分型为普通型1例、轻型8例）；新增本土无症状感染者42例（其中南昌市41例、抚州市1例为省外输入）。
4月19日，江西省新增本土确诊病例25例（均在南昌市；临床分型为普通型1例、轻型24例）；新增本土无症状感染者28例（均在南昌市）。
4月20日，江西省新增本土确诊病例14例（其中南昌市13例、临床分型均为轻型；上饶市1例，为省外输入闭环管理发现，临床分型为轻型）；新增本土无症状感染者31例（其中南昌市27例；上饶市3例、抚州市1例，为省外输入闭环管理发现）。
4月21日，南昌市实施为期三天的较大范围区域静态管理，再连续三天开展相同区域的筛查。当日江西省新增本土确诊病例9例（均在南昌市），另有24例前期无症状感染者转为确诊病例（均在南昌市），临床分型均为轻型；新增本土无症状感染者33例（其中南昌市28例；抚州市3例、上饶市2例，抚州和上饶的无症状感染者均为省外输入闭环管理人员中发现）。
4月22日，江西省新增本土确诊病例11例（均在南昌市），临床分型均为轻型；新增境外输入确诊病例1例，新增境外输入无症状感染者2例；新增本土无症状感染者34例（其中南昌市23例；上饶市8例为省外输入关联病例；抚州市2例、九江市1例，均为省外输入闭环管理人员中发现）。
4月23日，江西省新增本土确诊病例8例（均在南昌市），另有2例前期无症状感染者转为确诊病例（均在南昌市）；新增本土无症状感染者29例（其中南昌市19例；上饶市8例；抚州市2例，均为省外输入闭环管理人员中发现）。
4月24日，江西省新增本土确诊病例14例（其中南昌市5例；上饶市9例，均在万年县），临床分型为普通型2例，轻型12例；江西省新增本土无症状感染者116例（其中上饶市106例，均在万年县；南昌市6例；吉安市4例，均为省外输入闭环管理人员中发现）。
4月25日，江西省新增本土确诊病例91例（其中上饶市89例，均在万年县；南昌市2例），临床分型均为轻型；新增本土无症状感染者46例（其中上饶市42例，均在万年县；南昌市1例；抚州市2例、吉安市1例，均为省外输入闭环管理人员中发现）；新增境外输入确诊病例2例，新增境外输入无症状感染者4例。
4月26日，万年县对疫情防控不力的官员陶裕涛、余兰秀、史奎、孙海生、万国强、洪裕鉴、刘裕先立案处理，对许仁平先免职再立案处理，并对上述人员进行全县通报批评。当日江西省新增本土确诊病例55例（其中上饶市54例，均在万年县；南昌市1例），新增本土无症状感染者41例（均在上饶市万年县）。
4月27日，江西省新增本土确诊病例10例（其中上饶市9例，均在万年县；赣州市1例，为省外输入闭环管理人员中发现），临床分型均为轻型；新增本土无症状感染者79例（其中上饶市74例，均在万年县；南昌市2例，其中1例为省外输入，1例为集中隔离点发现；抚州市2例、九江市1例，均为省外输入闭环管理人员中发现）；新增境外输入确诊病例1例。
4月28日，江西省新增本土确诊病例4例（均在上饶市万年县），临床分型均为轻型；新增本土无症状感染者76例（其中上饶市74例，均在万年县；南昌市1例，为省外输入发现；抚州市1例，为省外输入闭环管理人员中发现）。
4月29日，江西省新增本土确诊病例2例（均在上饶市万年县），临床分型均为轻型；新增本土无症状感染者68例（均在上饶市万年县）。
4月30日，江西省新增本土确诊病例5例（其中南昌市新建区3例，上饶市万年县2例），临床分型均为轻型；新增本土无症状感染者57例（其中上饶市万年县55例，南昌市新建区2例）。

### 2022年5月
5月1日，江西省新增本土确诊病例2例（在上饶市万年县），临床分型均为轻型；新增本土无症状感染者35例，其中南昌市新建区隔离点2例、鹰潭市余江区1例（外地输入）、上饶市32例。
5月2日，江西省新增本土确诊病例5例，其中南昌市新建区隔离点2例、上饶市万年县3例，临床分型均为轻型；新增本土无症状感染者29例，其中南昌市新建区隔离点2例、上饶市27例（万年县23例、信州区3例、广信区1例）。
5月3日，江西省新增本土确诊病例2例（上饶市万年县2例），临床分型均为轻型；新增本土无症状感染者46例，其中南昌市新建区隔离点2例、吉安市新干县2例（省外输入无症状感染者关联人员）、上饶市42例（万年县30例、信州区8例、广信区4例）。
5月4日，江西省新增本土确诊病例3例（均在上饶市万年县），临床分型均为轻型；新增本土无症状感染者38例，均在上饶市（万年县18例、信州区11例、广信区8例、婺源县1例）。
5月5日，江西省新增本土确诊病例2例（均在上饶市，其中广信区1例、婺源县1例），临床分型均为轻型；新增本土无症状感染者15例，其中南昌市新建区管控区筛查发现1例、上饶市14例（信州区6例、万年县4例、广信区2例、婺源县2例）。
5月6日，江西省新增本土无症状感染者10例，其中抚州市崇仁县省外输入闭环管理发现1例、上饶市9例（信州区1例、广信区2例、万年县3例、婺源县3例）。
5月7日，江西省新增本土无症状感染者8例，其中抚州市崇仁县省外输入闭环管理发现1例、宜春市高安市2例、上饶市5例（信州区3例、万年县2例））。
5月8日，江西省新增本土无症状感染者10例，其中抚州市崇仁县和宜春市奉新县在省外输入闭环管理人员中各发现1例、宜春市高安市3例、上饶市5例（信州区2例、万年县3例）。
5月9日，江西省新增本土无症状感染者35例，其中宜春市31例（高安市28例、袁州区3例）、上饶市3例（信州区2例、万年县1例）、抚州市崇仁县在省外输入闭环管理人员中发现1例。
5月10日，江西省新增本土无症状感染者44例，其中抚州市临川区和崇仁县在省外输入闭环管理人员中各发现1例、上饶市3例（万年县集中隔离点发现2例、信州区集中隔离点发现1例）、宜春市39例（高安市31例、袁州区6例、奉新县在省外输入闭环管理人员中发现2例）。
5月11日，江西省新增本土无症状感染者14例，均在宜春市（袁州区8例、高安市6例）。
5月12日，江西省新增本土无症状感染者10例，均在宜春市（袁州区4例、高安市6例）。
5月13日，江西省新增本土无症状感染者5例，其中吉安市泰和县和抚州市临川区在省外输入闭环管理人员中各发现1例、宜春市高安市3例。
5月14日，江西省新增本土无症状感染者2例，均在宜春市高安市。
截至5月15日，江西全省本轮疫情实现了全域动态清零，绝大部分突发疫情均在一个潜伏期内得到有效控制。
5月22日，江西省新增本土无症状感染者2例，均在抚州市东乡区，为省外输入闭环管理人员中发现。
5月24日，江西省新增本土无症状感染者1例，在抚州市临川区，为省外输入闭环管理人员中发现。
5月26日，江西省新增本土无症状感染者1例，在上饶市铅山县，为省外输入隔离人员中发现。
5月31日，江西省新增本土无症状感染者1例，在九江市瑞昌市，为省外输入闭环管理人员中发现。

### 2022年6月
6月19日，江西省新增境外输入确诊病例1例（入境航班人员闭环管理筛查发现）。
6月24日，江西省新增境外输入确诊病例2例（为入境航班人员闭环管理筛查发现）。
6月28日，江西省新增境外输入确诊病例3例（为入境航班人员闭环管理筛查发现）。
6月30日，江西省新增本土无症状感染者1例，为外省输入筛查发现（在吉安市）。

### 2022年7月
7月2日，江西省新增境外输入确诊病例1例(为境外输入无症状感染者转为确诊病例）。
7月3日，江西省新增境外输入确诊病例1例,新增境外输入无症状感染者2例（均为入境航班人员闭环管理筛查发现）。
7月4日，江西省新增境外输入确诊病例1例（为入境航班人员闭环管理筛查发现）。
7月8日，江西省新增境外输入确诊病例3例（均为入境航班人员闭环管理筛查发现）。
7月9日，南昌市发现3名核酸检测阳性感染者，均为上海市报告无症状感染者邱某的密切接触者。7月9日16时起，南昌对相关重点地区开展区域核酸检测，并对KTV、酒吧、网吧、棋牌室、电子游戏厅、麻将馆、桌游室、剧本杀、密室逃脱等室内密闭场所实行暂停营业。当日江西省新增境外输入确诊病例2例（均为入境航班人员闭环管理筛查发现）。
7月10日，江西省新增本土无症状感染者1例，在南昌市，为省外输入关联无症状感染者。
7月11日，江西省新增境外输入确诊病例2例（均为入境航班人员闭环管理筛查发现）。新增本土无症状感染者3例（南昌2例，均为省外输入关联无症状感染者；吉安1例，为省外输入无症状感染者）。
7月12日，江西省新增本土确诊病例1例，在南昌市，为省外输入关联病例。新增本土无症状感染者4例（南昌3例，均为省外输入关联无症状感染者；上饶1例，为省外输入无症状感染者）。
7月13日，江西省新增本土确诊病例5例，均在南昌市。新增本土无症状感染者4例，均在南昌市，均为省外输入关联无症状感染者。
7月14日，江西省新增本土确诊病例2例，均在南昌市。新增本土无症状感染者7例，均在南昌市。
7月15日，江西省新增本土无症状感染者4例，均在南昌市。
7月16日，江西省新增本土确诊病例2例，均在南昌市。新增本土无症状感染者7例，均在南昌市。
7月17日，江西省新增本土确诊病例3例，均在南昌市。新增本土无症状感染者12例，均在南昌市。
7月18日，江西省新增本土确诊病例1例，在南昌市。新增本土无症状感染者13例，均在南昌市。新增境外输入确诊病例3例（均为入境航班人员闭环管理筛查发现）。
7月19日，江西省新增本土确诊病例3例，均在南昌市。新增本土无症状感染者7例，均在南昌市。新增境外输入确诊病例2例（均为入境航班人员闭环管理筛查发现）；新增境外输入无症状感染者1例（为入境航班人员闭环管理筛查发现）。
7月20日，新增本土确诊病例2例，均在南昌市；新增本土无症状感染者5例，均在南昌市。新增境外输入确诊病例4例（均为入境航班人员闭环管理筛查发现）。
7月21日，江西省新增本土确诊病例1例，在南昌市；新增本土无症状感染者4例，均在南昌市。
7月22日，江西省新增本土确诊病例2例，均在南昌市；新增本土无症状感染者4例，均在南昌市。
7月23日，江西省新增本土确诊病例3例，均在南昌市；新增本土无症状感染者7例，均在南昌市。
7月24日，江西省新增本土无症状感染者3例，均在南昌市。
7月25日，江西省新增本土无症状感染者2例，均在南昌市。
7月26日，江西省新增本土确诊病例2例，均在南昌市；新增本土无症状感染者5例，均在南昌市。
7月27日，江西省新增本土无症状感染者2例，均在南昌市。
7月28日，江西省新增本土无症状感染者4例，均在南昌市。

### 2022年8月
8月4日，江西省新增本土无症状感染者1例，在宜春市，为省外输入关联病例。
8月8日，江西省新增本土无症状感染者1例，在宜春市丰城市，为省外输入关联病例密接人员筛查发现。
8月9日，江西省新增本土无症状感染者5例，均在宜春市丰城市，为省外输入关联病例密接人员筛查发现。
8月10日，江西省新增本土确诊病例2例，均在鹰潭市。新增本土无症状感染者16例，其中鹰潭市4例，宜春市12例。新增境外输入确诊病例2例。
8月11日至8月16日，豐城市全域實行靜態管理。8月11日，江西省新增本土无症状感染者11例，其中鹰潭市1例，在月湖区；吉安市1例，在吉州区；宜春市9例，均在丰城市。
8月12日，江西省新增本土确诊病例9例，其中鹰潭市8例，均在贵溪市；宜春市1例，在丰城市。新增本土无症状感染者28例，其中鹰潭市21例，均在贵溪市；宜春市7例，均在丰城市。
8月13日，江西省新增本土确诊病例10例（鹰潭市9例，其中月湖区1例，贵溪市8例；宜春市1例，在丰城市）。新增本土无症状感染者39例（鹰潭市31例，其中月湖区1例，贵溪市30例；宜春市4例，均在丰城市；上饶市4例，均在玉山县）。
8月14日5时30分开始，鹰潭市中心城区以及貴溪市实行3天临时性全域静默管理。当日江西省新增本土确诊病例1例，在宜春市丰城市。新增本土无症状感染者52例（南昌市2例，均在青云谱区；鹰潭市44例，均在贵溪市；宜春市3例，均在丰城市；上饶市3例，均在玉山县）。
8月15日，江西省新增本土确诊病例1例（在鹰潭市贵溪市），新增本土无症状感染者29例（鹰潭市22例，均在贵溪市；宜春市4例，均在丰城市；上饶市3例，均在玉山县）。
8月16日，江西省新增本土无症状感染者18例（九江市1例，在浔阳区；鹰潭市15例，均在贵溪市；宜春市2例，均在丰城市）。
8月17日，江西省新增本土确诊病例1例（在鹰潭市贵溪市）。新增本土无症状感染者12例（鹰潭市10例，均在贵溪市；宜春市2例，均在丰城市）。
8月18日，江西省新增本土确诊病例1例（在鹰潭市贵溪市）。新增本土无症状感染者12例（南昌市2例，均为省外输入在隔离点闭环管理发现；鹰潭市7例，均在贵溪市；吉安市1例，在吉州区，系省外输入；宜春市2例，均在丰城市）。
8月19日，江西省新增本土确诊病例1例（在鹰潭市贵溪市）。新增本土无症状感染者7例（鹰潭市7例，其中月湖区1例，贵溪市6例）。
8月20日，江西省新增本土无症状感染者8例（鹰潭市7例，其中月湖区1例，贵溪市6例；抚州市1例，在东乡区）。
8月21日，江西省新增本土确诊病例1例（在鹰潭市贵溪市），新增本土无症状感染者7例（鹰潭市6例，均在贵溪市；抚州市1例，在东乡区）。
8月22日，江西省新增本土确诊病例1例（在鹰潭市贵溪市），新增本土无症状感染者7例（鹰潭市7例，均在贵溪市）。
8月23日，江西省新增本土确诊病例2例（均在鹰潭市贵溪市），新增本土无症状感染者26例（鹰潭市24例，均在贵溪市；抚州市2例，均在东乡区）。
8月24日，江西省新增本土确诊病例1例（在鹰潭市贵溪市），新增本土无症状感染者25例（南昌市省外输入2例，均在安义县；鹰潭市23例，均在贵溪市）。
8月25日，江西省新增本土确诊病例1例（在鹰潭市贵溪市）新增本土无症状感染者20例（均在鹰潭市贵溪市）。
8月26日，江西省新增本土确诊病例1例（在鹰潭市贵溪市），新增本土无症状感染者23例（鹰潭市19例，均在贵溪市；上饶市4例，其中信州区3例、广信区1例）。
8月27日，江西省新增本土无症状感染者24例（鹰潭市19例，均在贵溪市；上饶市5例，均在信州区）。
8月28日，江西省新增本土无症状感染者32例（鹰潭市29例，均在贵溪市；宜春市1例，在丰城市；上饶市2例，均在信州区）。
8月29日，江西省新增本土无症状感染者35例（鹰潭市31例，均在贵溪市；宜春市1例，在丰城市；上饶市3例，其中信州区2例、广信区1例）。
8月30日，江西省新增本土无症状感染者27例（鹰潭市26例，均在贵溪市；吉安市1例，在吉水县）。
8月31日，江西省新增本土无症状感染者19例（鹰潭市19例，其中余江区1例、贵溪市18例），新增境外输入确诊病例1例。

### 2022年9月
9月1日，江西省新增本土无症状感染者24例（鹰潭市17例，其中余江区3例、贵溪市14例；吉安市6例，其中吉水县1例、峡江县4例、永丰县1例；上饶市1例，在横峰县）。
9月2日，江西省新增本土无症状感染者23例（南昌市1例，在南昌县，系外部输入；鹰潭市15例，其中余江区2例、贵溪市13例；吉安市7例，其中吉州区2例、新干县1例、永丰县4例）。当日8时起，永丰县全县行政区划范围内实行临时静态管理。
9月3日，江西省新增本土确诊病例2例（吉安市2例，均在永丰县）。新增本土无症状感染者55例（鹰潭市10例，其中余江区2例、贵溪市8例；赣州市1例，在宁都县，为省外输入；吉安市44例，其中吉州区2例为管控人员、新干县2例为管控人员、吉水县2例为管控人员、峡江县10例、永丰县28例）。
9月4日，江西省新增本土确诊病例4例（吉安市4例，其中峡江县3例、永丰县1例）。新增本土无症状感染者72例（南昌市2例，其中东湖区1例，系外部输入，南昌县1例，系集中隔离发现；鹰潭市9例，其中信江新区1例、余江区2例、贵溪市6例；赣州市5例，均在宁都县，系省外输入关联病例；吉安市56例，其中吉州区8例、青原区1例、吉水县2例、峡江县9例、新干县4例、永丰县32例）。
9月5日，江西省新增本土确诊病例4例（吉安市4例，其中峡江县2例、永丰县2例）。新增本土无症状感染者70例（鹰潭市6例，其中余江区2例、贵溪市4例；赣州市8例，均在宁都县；吉安市56例，其中吉州区7例、吉水县3例、峡江县12例、永丰县34例）。
9月6日，江西省新增本土确诊病例2例（吉安市2例，其中峡江县1例、永丰县1例）。新增本土无症状感染者58例（九江市1例，在修水县，系省外输入；鹰潭市7例，其中余江区2例、贵溪市5例；赣州市12例，均在宁都县；吉安市38例，其中吉州区4例、峡江县4例、新干县2例、永丰县28例）。
9月7日，江西省新增本土确诊病例2例（吉安市2例，均在永丰县），新增本土无症状感染者57例（南昌市1例，在高新区；九江市1例，在修水县；鹰潭市2例，均在贵溪市；赣州市15例，其中章贡区1例、宁都县14例；吉安市38例，其中吉州区5例、峡江县2例、永丰县31例）。
9月8日，江西省新增本土确诊病例1例（吉安市1例，在永丰县），新增本土无症状感染者56例（鹰潭市3例，均在贵溪市；赣州市19例，其中章贡区3例、宁都县16例；吉安市34例，其中吉州区3例、峡江县1例、新干县2例、永丰县28例）。
9月9日，江西省新增本土无症状感染者59例，其中鹰潭市5例，均在贵溪市；赣州市26例，其中章贡区（经开区）7例、宁都县19例；吉安市28例，其中吉州区5例、永丰县23例。
9月10日，江西省新增本土无症状感染者69例，其中鹰潭市2例，均在贵溪市；赣州市30例，其中章贡区（经开区）9例、宁都县21例；吉安市37例，其中吉州区8例、永丰县29例。
9月11日，江西省新增本土无症状感染者60例，其中鹰潭市2例，均在贵溪市；赣州市20例，其中章贡区（经开区）7例、宁都县13例；吉安市38例，其中吉州区5例、永丰县33例。
9月12日，江西省新增本土确诊病例2例（吉安市2例，均在永丰县）。新增本土无症状感染者51例，其中赣州市13例，其中章贡区（经开区）4例、宁都县9例；吉安市38例，其中吉州区4例、永丰县34例。
9月13日，江西省新增本土确诊病例2例（吉安市2例，均在永丰县），新增本土无症状感染者55例，其中赣州市8例，其中章贡区（经开区）2例、宁都县6例；吉安市47例，其中吉州区4例、永丰县43例。
9月14日，江西省新增本土确诊病例1例（吉安市1例，在永丰县），新增本土无症状感染者52例（赣州市3例，均在宁都县；吉安市49例，其中吉州区2例、永丰县47例）。
9月15日，江西省新增本土确诊病例1例（吉安市1例，在永丰县）。新增本土无症状感染者38例（吉安市38例，均在永丰县）。
9月16日，江西省新增本土无症状感染者9例（吉安市9例，均在永丰县）。
9月17日，江西省新增本土无症状感染者5例（吉安市5例，均在永丰县）。
9月18日，江西省新增本土无症状感染者4例（吉安市4例，其中吉安县2例、永丰县2例）。
9月19日，江西省新增本土无症状感染者2例（吉安市2例，均在永丰县）。
9月20日，江西省新增本土无症状感染者1例（吉安市1例，在永丰县）。
9月24日，江西省新增本土无症状感染者1例（吉安市1例，在泰和县）。
9月25日，江西省新增本土无症状感染者3例（吉安市3例，均在泰和县）。
9月26日，江西省新增本土无症状感染者5例，其中鹰潭市1例，在月湖区（信江新区）；吉安市4例，均在泰和县。
9月27日，江西省新增本土无症状感染者4例，其中鹰潭市1例，在月湖区（信江新区）；吉安市3例，均在泰和县。
9月28日，江西省新增本土无症状感染者4例（吉安市4例，均在泰和县）。
9月29日，江西省新增本土无症状感染者1例（吉安市1例，在泰和县）。
9月30日，江西省新增本土无症状感染者1例（南昌市1例，在西湖区）,为省外输入病例。

### 2022年10月
10月1日，江西省新增本土无症状感染者2例（南昌市1例，在西湖区，为省外输入病例；宜春市1例，在奉新县，为省外输入病例）。
10月5日，江西省新增本土无症状感染者3例（南昌市2例，其中安义县1例、经开区1例，均为省外输入病例；赣州市1例，在信丰县，为省外输入病例）。
10月7日，江西省新增本土无症状感染者2例，均为省外输入病例（南昌市1例，在西湖区；宜春市1例，在铜鼓县）。
10月9日，江西省新增本土无症状感染者4例（南昌市4例，其中东湖区1例、南昌县2例、进贤县1例），均为省外输入病例。
10月13日，江西省新增本土无症状感染者1例（南昌市1例，在经开区，为省外输入病例）。
10月15日，江西省新增本土无症状感染者1例（南昌市1例，在南昌县，为省外输入病例）。
10月18日，江西省新增本土无症状感染者3例（新余市2例，均在渝水区；吉安市1例，在峡江县，为省外输入病例）。
10月19日，江西省新增本土无症状感染者5例（新余市3例，均在渝水区；吉安市2例，均在峡江县）。
10月20日，江西省新增本土无症状感染者2例（新余市2例，均在渝水区）。
10月24日，江西省新增本土无症状感染者1例（上饶市1例，在广信区），为省外输入病例。
10月25日，江西省新增本土无症状感染者1例（抚州市1例，在东乡区）。
10月26日，江西省新增本土无症状感染者2例（抚州市2例，均在东乡区）。
10月27日，江西省新增本土无症状感染者1例（抚州市1例，在东乡区），为集中隔离点发现。
10月28日，江西省新增本土无症状感染者2例（南昌市1例，在青云谱区；宜春市1例，在上高县），均为省外输入病例。
10月29日，江西省新增本土无症状感染者1例（赣州市1例，在信丰县），为省外输入病例。
10月30日，江西省新增本土无症状感染者1例（宜春市1例，在上高县）。

### 2022年11月
11月23日，南昌发布公告，外地進入南昌者，必須在進入的前24小時內，透過「昌通碼」微信或支付寶小程式提前報備，持續實施「落地檢」、「3天3檢」，未按時完成核酸檢測的人員將被打黃碼。外地人員抵達未滿5天不得進入餐館、商場等公共場所。

### 2022年12月
12月5日起，南昌市室外景区、公园(含动物园)，不再查验核酸阴性证明，凭“昌通码”绿码通行。除高风险区外，长期居家老人、每日上网课学生、居家办公和学习人员、婴幼儿等无社会面活动的人员，无外出需求，可以不参加核酸检测。同日，江西省调整防疫政策，除规定的重点岗位人群外，不再开展常态化核酸检测，其他人员实行“愿检尽检”。除医疗机构、养老院、福利院、中小学、幼儿园等特殊场所外，乘坐市内公共交通工具、出入小区、进入公园景区、商场超市、宾馆酒店等各类公共场所，不再查验核酸检测证明、不再查验健康码、不再扫“场所码”。购买退热、止咳、抗病毒、抗生素等“四类药品”，不再实行实名登记。

### 2023年1月
1月24日，抚州市东乡區发布免费检测核酸通告，引发“恢复全员核酸”的争议，最终以当地政府澄清系自愿检测并公开道歉收场。

## 事件
2021年10月30日，上饶市铅山县葛仙山镇发现一名新冠病毒核酸检测阳性人员。同日，铅山县交通灯统一调整至红灯，但实际上是30日晚车流量较大时的应急措施，该县交通灯已恢复正常。
2021年11月12日，一名上饶市信州区人员发微博称，自己接到通知去酒店隔离时，曾向工作人员反复确认其宠物狗不会被带走处理，但在酒店隔离期间，其宠物狗被身穿防护服的人员用铁棍敲击头部，疑似被扑杀。事件在网络发酵。13日晚，信州区通报称涉事人员已被调离岗位，并已取得狗主人的谅解。环球时报总编辑胡锡进评论称防疫需追求细节上的合法合情合理，善待宠物就是尊重宠物主人的权利。
2022年8月16日，贵溪市鸿塘镇基塘村村民祝某某去世。17日，余某辉（祝某某女婿）与饶某龙（祝某某外孙）相约去吊唁。余某辉以出门买菜为由骑电瓶车出小区，绕道后到达基塘村。20日，余某辉的两个儿子采取相同的方式外出。22日，祝某某下葬，当晚4人返回小区时被工作人员拦下并报警。之後余某辉等4人被行政处罚，并被送至集中隔离点接受隔离观察。
2022年9月8日，永丰县委县政府采购了一批由江西滕王阁食品有限公司生产的月饼，9月9日发放给9月1日8时起实行临时静态管理的居民。當地居民隨即反應月餅發霉。事發後永丰當局表示因部分批次产品存在安全隐患，江西滕王阁食品有限公司随即发出召回生产批号在2022年8月16日前幸福相伴盒装月饼产品的公告。永丰县立即采取了措施，通知市民自行作无害化处理，并联系了该企业所在地的市监局作出相应处理。永丰县疫情防控指挥部生活物资保障组发布致歉信称，该事件充分暴露工作人员工作不细致，没有把好采购产品质量关，将派县作风整顿办核实情况，对相关人员作出处理，并向居民表示歉意。
2023年1月24日，抚州市东乡区融媒体中心“东乡发布”发布《关于组织开展免费核酸检测的通告》，通告称，将于1月25日、26日对当地居民进行免费核酸检测，其措辞被一些媒体和网友解读为当地将重新恢复全员核酸检测。由于当时中国大陆早已对COVID-19实行“乙类乙管”，取消了地区性全员核酸检测，这一通告引发轩然大波，相关话题一度冲上热搜榜首。当天17时许，“东乡发布”删除了这一通告，当地政府工作人员在接受《健康时报》记者采访时表示免费核酸检测属实，但目的是为了调查感染率，检测遵循自愿原则，不强制居民参加。晚间，中共东乡区委、东乡区人民政府发文，承认先前“工作考虑不周”，就“给当地居民和社会各界造成困扰”公开道歉，并再次表示检测为自愿参加，目的是为了摸清感染情况。25日，《健康时报》记者引述现场人员的消息称，赴采样点检测核酸者并不多。